# Roberto Ferrari
|  | Per a altres significats, vegeu «Roberto Ferrari (gimnasta)». |

Roberto Ferrari (Gavardo, província de Brescia, 9 de març de 1983) és un ciclista italià, ja retirat, que fou professional des del 2006 fins al 2019. Durant la seva carrera esportiva va córrer al LPR Brakes–Farnese Vini, De Rosa-Stac Plastic, Androni Giocattoli-Venezuela i UAE Abu Dhabi. En el seu palmarès destaca la victòria al Memorial Marco Pantani de 2009, el Giro del Friül de 2010 i, sobretot, una etapa al Giro d'Itàlia de 2012.

## Palmarès
- 2006
  - 1r a la Coppa San Geo
  - 1r al Trofeu de la vila de Brescia
  - 1r al Gran Premi Ciutat de Felino
  - 1r a La Popolarissima
  - Vencedor d'una etapa del Giro del Friuli Venezia Giulia
- 2008
  - Vencedor d'una etapa del Tour Ivoirien de la Paix
- 2009
  - 1r al Memorial Marco Pantani
- 2010
  - 1r al Gran Premi de Lugano
  - 1r al Giro del Friül
  - Vencedor d'una etapa del Brixia Tour
- 2011
  - Vencedor de 2 etapes al Tour de San Luis
- 2012
  - 1r a la Ruta Adélie de Vitré
  - 1r a la Fletxa d'Émeraude
  - Vencedor d'una etapa al Giro d'Itàlia
  - Vencedor d'una etapa del Tour de Taiwan

### Resultats al Giro d'Itàlia
- 2011. 143è de la classificació general
- 2012. 147è de la classificació general. Vencedor d'una etapa.
- 2013. 150è de la classificació general
- 2014. 144è de la classificació general
- 2015. 133è de la classificació general
- 2016. 132è de la classificació general
- 2017. 150è de la classificació general

### Resultats al Tour de França
- 2013. 157è de la classificació general
- 2018. 138è de la classificació general

### Resultats a la Volta a Espanya
- 2014. 145è de la classificació general